# Савич, Франц Андреевич
Франц Андре́евич Са́вич (ок. 1815, д. Велятичи Пинского уезда Минской губернии — 1845, Янушполь Житомирского уезда Волынской губернии) — полесский поэт, публицист, революционный демократ.

## Биография
Точная дата рождения неизвестна, приблизительно около 1815 года. Родился в семье униатского священника в деревне Велятичи около Пинска. На его личность сильное влияние оказал смотритель Пинского уездного училища Франц Мохницкий. В 18 лет поступил в Виленскую медико-хирургическую академию.

### Демократическое общество
В 1836 году совместно с друзьями организовал тайное студенческое «Демократическое общество» (первоначально организацию планировали назвать «Крест и Евангелие») в составе около 60 студентов, члены которого продолжили традиции филоматов и декабристов. Общество объединяло главным образом студентов-медиков и местных ремесленников. Они ставили целью борьбу с беззаконием, помощь обездоленным, воспитание в молодежи высоких моральных принципов. Савич выступал за освобождение крестьян, наделение их землей. Устав этой организации — «Принципы демократизма», написанный Савичем, предусматривал достижение социальной справедливости, уважение представителей каждого народа, толерантность, развитие института прав человека. Реализовывать эти демократические идеи предполагалось, по всей видимости, революционным путём. В прокламации «Замечания о моральной войне народа с деспотизмом или, каково наше положение, и что в нынешнее время делать людям добромыслящим» Савич писал:
Будем закалять дух, работать до конца жизни! Кто знает, где и как суждено нам умереть? Возможно, не один из нас канет под рукой палача! Но пусть и смерть его будет продолжением борьбы за свободу! И с высоты виселицы, как с высоты трона, должен призвать: восстаньте, народы! Восстаньте во имя растоптанных прав человека!
Идеи, которых придерживалось Общество, были близки к учениям социалистов-утопистов и на несколько десятилетий опередили те теории, которые пришли в революционное движение вместе с разночинцами. В общество входило несколько сот человек и оно имело довольно развитую сеть филиалов. Савич был избран на посты секретаря и казначея, но, фактически, был руководителем организации. Помощниками Савича были Загорский и Рябчинский. Взгляды «Демократического общества» поддерживались другими тайными организациями — «Содружество польского народа», организация Г.Брынко и Н.Новицкого в Гродненской губернии, «Женский союз» на Волыни и др. Основным видом деятельности этих организаций было распространение воззваний, листовок, создание конспиративной сети в Польше, Беларуси, Литве, Украине. Общество установило связь и сотрудничало с «Содружеством польского народа» Шимона Конарского. После 1837 года «Демократическое общество» вошло в состав организации Канарского как его радикальное крыло под названием «Молодая Польша».

### Ссылка
1 июня 1838 года за участие в деятельности незаконной организации был арестован и посажен на время следствия в тюрьму, где и написал «Исповедь». 14 февраля 1839 года сослан на Кавказ солдатом без выслуги. Дезертировал из армии, но был пойман и отправлен на передовую. 22 июня 1841 года инсценировал самоубийство, оставив одежду и предсмертную записку на берегу Терека. В Балте Одесской губернии заболел, после чего был задержан и два года под чужим именем провёл в тираспольской тюрьме.
После освобождения в 1843 был отправлен санитаром в черниговский батальон внутренней охраны, но весной следующего года снова бежал. Из-за вывиха ноги не смог пересечь границу и поселился в деревне Янушполь на Житомирщине, где под именем доктора Адама Гельгета стал лечить местных жителей. Во время эпидемии холеры, выполняя врачебный долг, заразился сам. Перед смертью успел написать мемуары и передать их вместе со своей «Исповедью» поэту А. Грозе. Позднее эти произведения были опубликованы Э. Гелениушем. Похоронен в Острожке на Житомирщине.

## Литературная деятельность
Свою деятельность сам Савич характеризовал так: «Занимался немного литературой, писал стихи и прозу». Сохранилось только одно его стихотворение — «Там блізко Пиньска…» (на полесском языке). Известные его произведения: устав Демократического общества «Принципы демократизма», прокламация «Замечания о моральной войне народа с деспотизмом», автобиографические «Исповедь» и мемуары.
Произведения Савича были опубликованы в следующих изданиях:
- Pamiкtnik… // Heleniusz E. Wspomnienia lat minionych. — T. 2. — Krakyw, 1876.
- Tam blizko Pinska // Pawіowicz E. Wspomnienia z nad Wilji i Niemna. — 3 wyd. — Lwyw, 1895.
- Дзе ж тое шчасце падзелася?.. // Беларуская літаратура ХІХ стагоддзя: Хрэстаматыя. — Мн., 1971.